# Paolino Bernardini
Paolino Bernardini nato Cosimo Bernardini (Lucca, 17 marzo 1518 – Napoli, 25 giugno 1585) è stato un presbitero e teologo italiano.

## Biografia
Nato con il nome di Cosimo, assunse quello di Paolino dopo la decisione di dedicarsi alla vita sacerdotale. Fece il noviziato nel convento domenicano di San Miniato al Tedesco e quindi continuò gli studi a Lucca.
Nel 1549, venne chiamato a reggere l'ufficio del Santo Uffizio, appena creato a Lucca, assieme al suo priore.
Insegnò a Perugia e Firenze e venne quindi chiamato a Roma a difendere Savonarola davanti al tribunale dell'Inquisizione.
Nel 1564 ricevette il grado di gran maestro di teologia e, in seguito, a Roma, venne incaricato, con il domenicano Alessandro Franceschi, di riferire e giudicare il contenuto delle prediche dei compagni di san Filippo Neri, il quale poi divenne suo grande amico.
Dopo varie vicende, mentre soggiornava a Roma, dovette lasciare l'urbe per una serie di disaccordi con la curia e il papato.
Trasferitosi a Chieti si occupò della ristrutturazione dell'Ordine. Dopo aver operato in Abruzzo si trasferì a Napoli dove istituì due nuovi conventi e morì il 25 giugno 1585.

## Opere
- Admonitione catholica a tutti i fideli christiani di Vincentio Lirinense, fatta per quelli che al tempo delli heretici si trouano (1549), dall'elaborazione delle idee di san Vincenzo di Lerino contro l'eresia.
- Discorso sopra la dottrina et opera dei Reverendo Padre Fra Girolamo Savonarola da Ferrara…
- Concordia ecclesiastica contra tutti gli heretici (1552), scritta in volgare, sulle conseguenze della Riforma.

Molte delle sue opere sono però andate perdute.